# Jaruševičius
Jaruševičius ist ein litauischer männlicher Familienname.

## Weibliche Formen
- Jaruševičiūtė (ledig)
- Jaruševičienė (verheiratet)

## Namensträger
- Juozas Jaruševičius (Schauspieler) (1930–2001), Schauspieler
- Juozas Jaruševičius (* 1950), Forstmann und Politiker, Seimas-Mitglied